# والتر گورینی
والتر گورینی (ایتالیایی: Walter Gorini؛ زادهٔ ۲۹ اوت ۱۹۴۴) دوچرخه‌سوار اهل ایتالیا است.
وی در مسابقات کشوری و بین‌المللی در مجموع برندهٔ ۱ مدال طلا، ۱ مدال برنز شده‌است.